# جوليان بلاوشتاين
جوليان بلاوشتاين (بالإنجليزية: Julian Blaustein)‏ (و. 1913 – 1995 م) هو كاتب سيناريو، منتج أفلام من الولايات المتحدة الأمريكية ولد في مدينة نيويورك.

## التعليم
تعلم في جامعة هارفارد.

## روابط خارجية
- جوليان بلاوشتاين على موقع IMDb (الإنجليزية)
- جوليان بلاوشتاين على موقع قاعدة بيانات الفيلم (الإنجليزية)